# Arunda fasciculata
Arunda fasciculata är en fjärilsart som beskrevs av Nikolai Nikolaievich Filipjev 1927. Arunda fasciculata ingår i släktet Arunda och familjen tandspinnare. Inga underarter finns listade i Catalogue of Life.